# Donnstetten
Donnstetten ist ein Ortsteil der Gemeinde Römerstein im Landkreis Reutlingen in Baden-Württemberg.

## Geographie

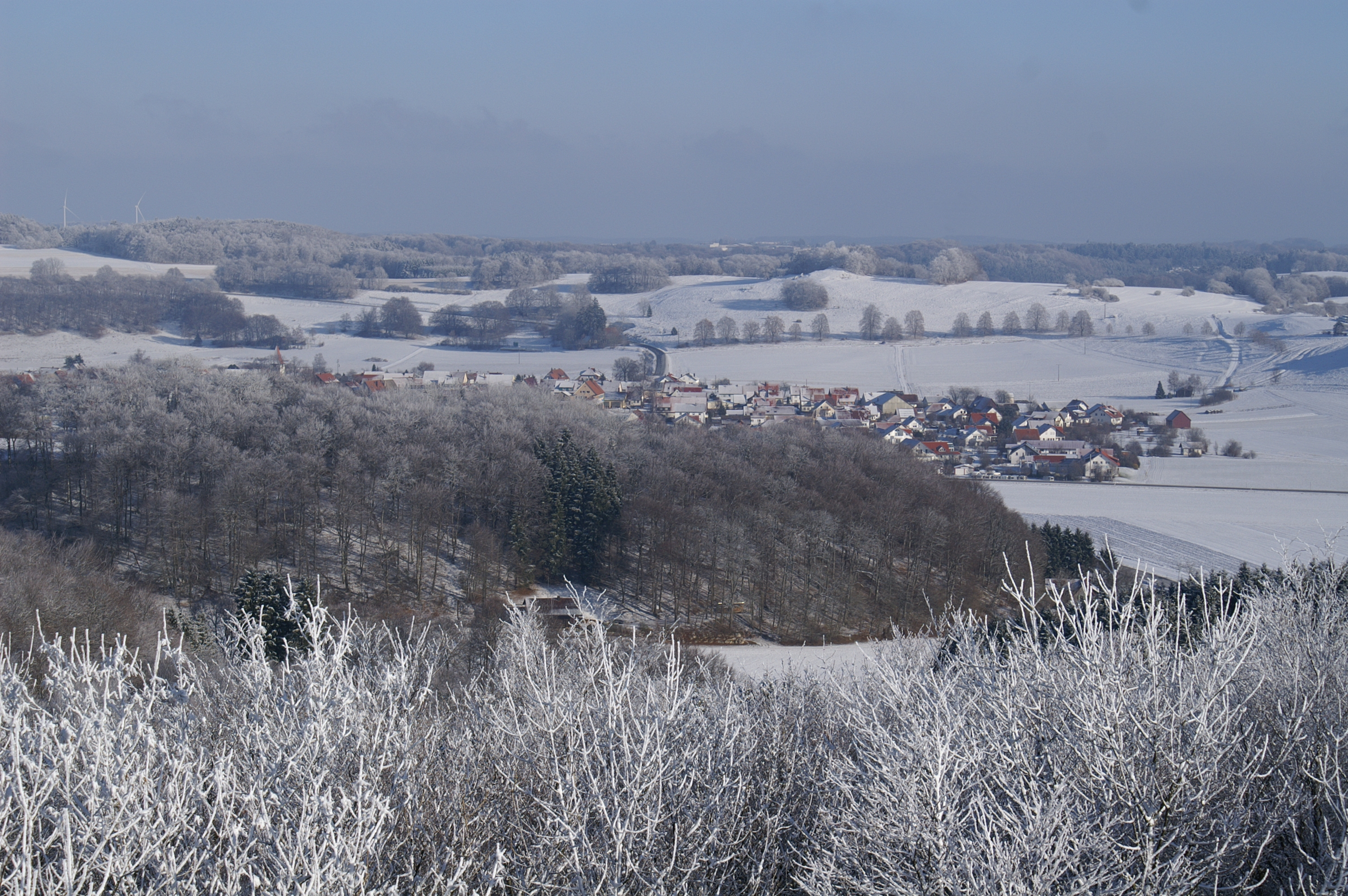
Blick vom Römersteinturm auf Donnstetten und die Mittlere Kuppenalb im Biosphärengebiet Schwäbische Alb

Donnstetten liegt in einem Maarkessel, dessen Rand im Osten erhalten ist und sich halbkreisförmig um den Ort zieht. Die Ortschaft selbst liegt auf Basalt und Basalttuff. Das Donnstetter Rathaus liegt auf 803 m ü. NN, damit ist Donnstetten die höchstgelegene Ortschaft im Landkreis Reutlingen.
Die Markungsfläche von Donnstetten beträgt insgesamt 1225 ha.
Nachbarorte von Donnstetten sind im Norden Schopfloch, im Osten Westerheim, im Südwesten Zainingen und Böhringen.

## Geschichte

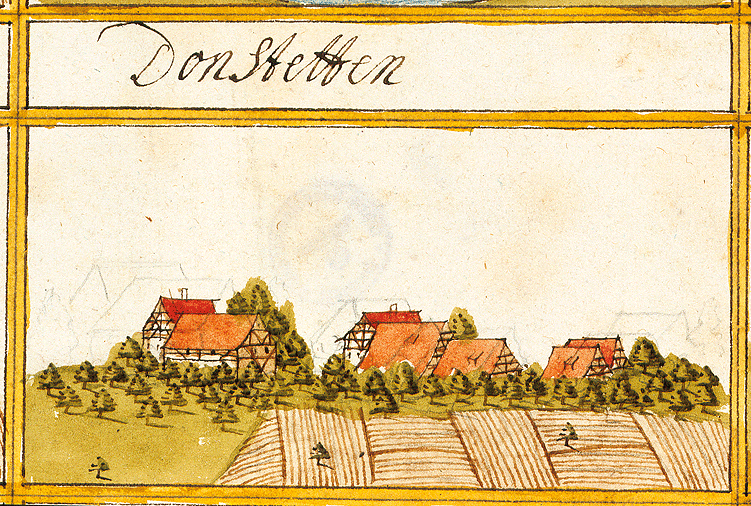
Historische Ortsansicht von Andreas Kieser, 1683

In antiker Zeit errichteten die Römer etwa 500 m südlich der heutigen Ortschaft ein römisches Kastell, Clarenna, mit dazugehörigem Vicus. Bei der heutigen Kirche fand man römische Brunnen und östlich von Donnstetten gab es ein römisches Badehaus.
In der Alemannenzeit wurde Donnstetten wohl von Zainingen aus als Ausbausiedlung neu gegründet. Die erste bekannte urkundliche Erwähnung nennt den Ort als Tunnesstate und datiert nach einer Aufzeichnung im sogenannten Codex Laureshamensis des Klosters Lorsch aus dem Jahr 776.
Bereits seit dem Spätmittelalter ist Donnstetten ein Bestandteil von Altwürttemberg und war dem Amt Urach zugeordnet. 1595 zählte der neue Pfarrer Tobias Hess 379 Einwohner. 1938 gelangte Donnstetten vom alten Oberamt Urach zum Landkreis Münsingen. 
Im Zweiten Weltkrieg gab es östlich vom heutigen Sportplatz eine Jägermessstellung mit dem Namen Aesop-Y. Die Überreste sind noch heute sichtbar: So kann man einen Wasserspeicher, der die Messstellung mit Wasser versorgte, noch heute vom Weg aus sehen. Etwas darunter finden sich noch die Antennenfundamente.
Am 1. Januar 1975 wurde Donnstetten in die neue Gemeinde Römerstein eingegliedert.

## Religionen

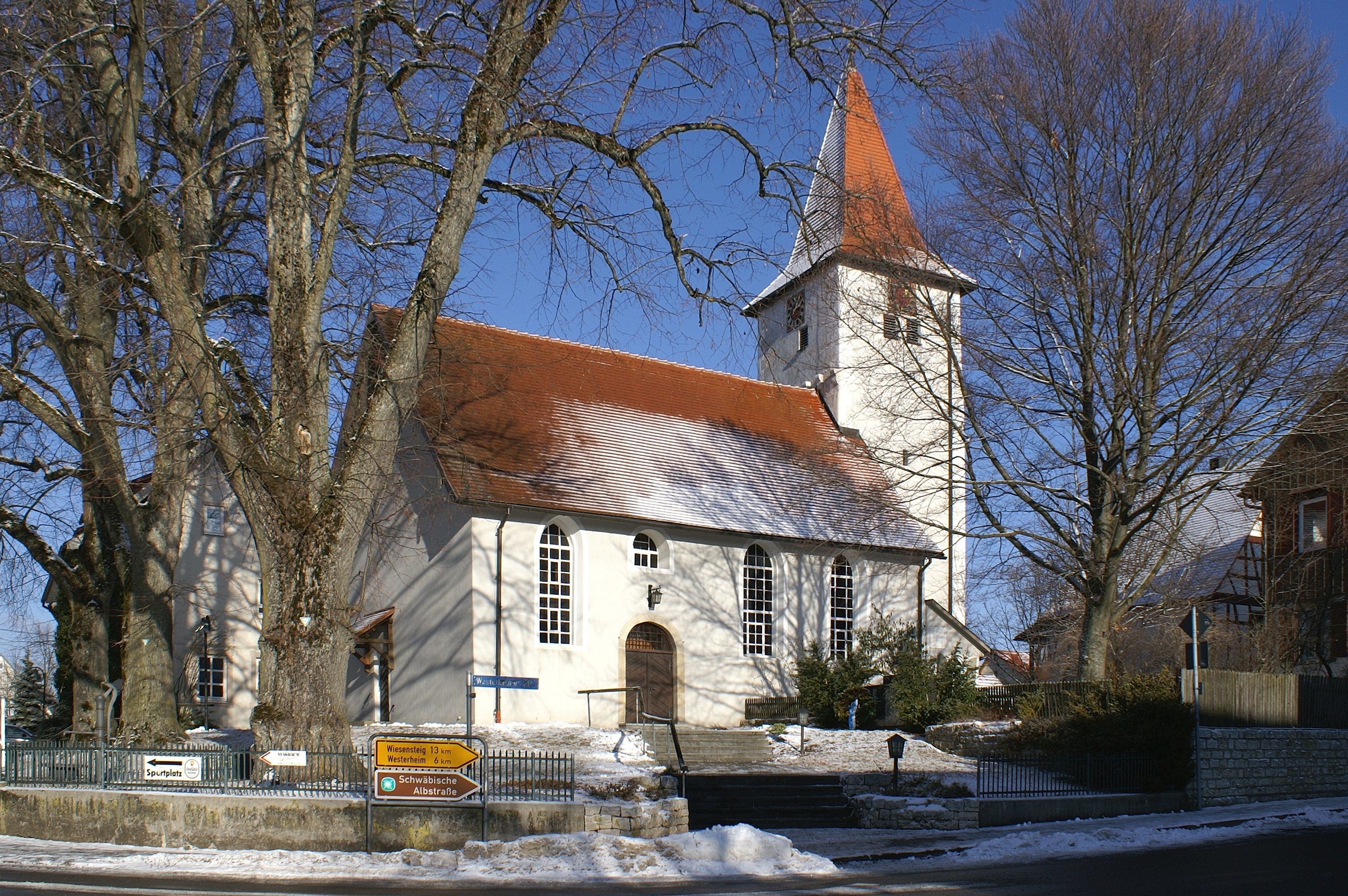
Die St.-Georgskirche von Süden aus betrachtet

In Donnstetten selbst gibt es eine evangelische Kirchengemeinde, zusammen mit Westerheim. Die Kirchengemeinde gehört zum Kirchenbezirk Bad Urach-Münsingen der Württembergischen Landeskirche. Die St.-Georgskirche wurde im 15. Jahrhundert einschiffig mit einem kleinen Turmchor errichtet. 1447 wurde dann eine eigene Pfarrerei gegründet. Später, 1828, wurde die Kirche Richtung Süden erweitert.
Die neugotische Gruol-Orgel ist von 1844. Dazu ein spätgotisches Kruzifix. Das schmiedeeiserne Altargitter stammt aus dem Barock.
Der Friedhof lag früher im Pfarrgarten zwischen St.-Georgs-Kirche und Pfarrscheuer. Durch den Dreißigjährigen Krieg wurde er jedoch zu klein und an den Westrand von Donnstetten verlegt.
Die Mitglieder der evangelisch-methodistischen Kirche versammeln sich in Laichingen, während die Katholiken der Kirchengemeinde St. Josef in Bad Urach zugeordnet sind.

## Politik
Donnstetten ist ein Ortsteil der Gemeinde Römerstein. Die Gemeindeverwaltung und der Bürgermeister sind in Böhringen angesiedelt. In Donnstetten gibt es eine kleine Verwaltungsstelle, die dreimal in der Woche geöffnet hat. Sie befindet sich im ehemaligen Rathaus.
Der Ortschaftsrat besteht aus sieben Personen; Ortsvorsteher ist Thomas Deuble.

## Kultur und Sehenswürdigkeiten

### Museen
In der Pfarrscheuer neben der St.-Georgskirche gibt es ein Heimatmuseum. Die Ausstellung zeigt das alltägliche Leben auf der Alb im 19. Jahrhundert. Im zweiten Stockwerk kann man auch römische Münzen aus mehreren Grabungen besichtigen.

### Vereine
In Donnstetten sind u. a. folgende Vereine ansässig,  Akkordeon- und Handharmonika Club Römerstein e. V., Sportfreunde Donnstetten, gegründet 3. April 1948, FC Römerstein 05, Musikverein „Harmonie“ Donnstetten, gegründet 1895 als Munderichs-Kapelle, Liederkranz Donnstetten, gegründet 1843, Schwäbischer Albverein, Ortsgruppe Donnstetten, sowie die Freiwillige Feuerwehr Donnstetten.

### Bauwerke
- Der Römersteinturm, ein 1912 erbauter Aussichtsturm.

### Feste
Am letzten Wochenende im Juli findet immer die traditionelle Gugelfuhr, ein Hock statt.

## Wirtschaft und Infrastruktur

### Verkehr
Die Bundesstraße 28, welche Bad Urach und Blaubeuren verbindet, führt direkt an Donnstetten vorbei. Donnstetten hat zwei Bushaltestellen, welche an die Linien 177 nach Kirchheim/Teck, 7646 nach Bad Urach und die Linie 30 nach Ulm angebunden sind. Die 200 km lange Schwäbische Albstraße führt durch Donnstetten.
Donnstetten liegt zudem am Schwäbische-Alb-Radweg, einem Fernradweg, der vom Bodensee nach Nördlingen über die gesamte Schwäbische Alb führt.

### Öffentliche Einrichtungen
In Donnstetten gibt es ein Rathaus, eine Grundschule, einen evangelischen Kindergarten und eine Mehrzweckhalle (Turn- und Festhalle), sowie ein Haus der Vereine.
Daneben gibt es noch zwei Backhäuser.

### Geschäfte
Donnstetten hat einen kleinen Dorfladen und eine Metzgereifiliale sowie einen Getränkehandel.
Außerdem gibt es noch ein Friseurgeschäft, ein Geschäft für orthopädische Schuhe, zwei Autowerkstätten, eine Tankstelle, zwei Reifenfachwerkstätten, zwei Gaststätten und einen Wohnwagenverkauf mit Campingzubehör.

## Tourismus

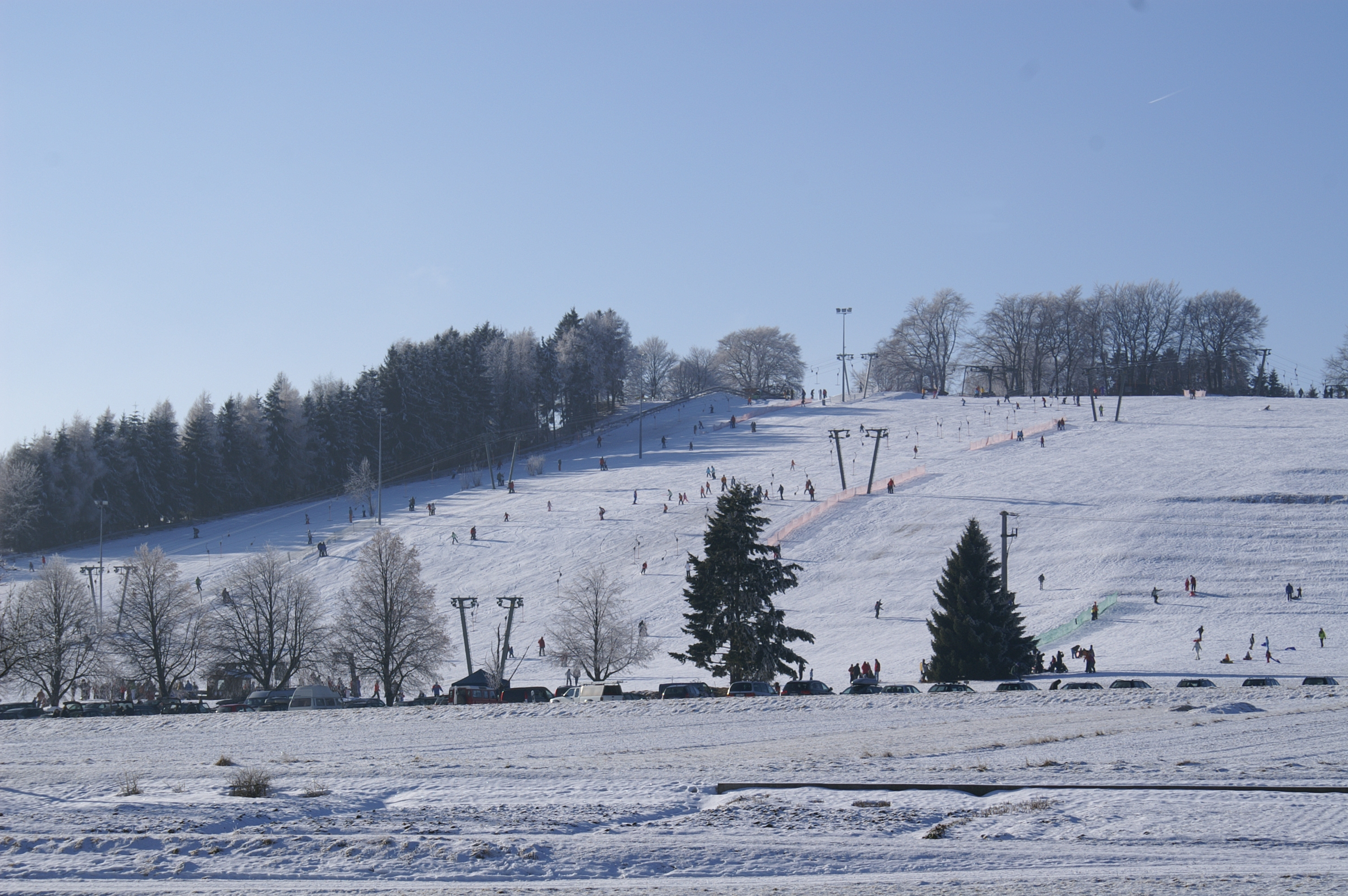
Der Donnstetter Skilift

Der Donnstetter Skilift hat insgesamt vier Schlepplifte und eine Pistenlänge von 365 m. Auch findet sich hier der Einstieg in ein 60 km weites Loipennetz in und um Römerstein.
Neben dem Skilift gibt es seit einigen Jahren auch eine Ganzjahres-Bobbahn.